# إسماعيل محمودي (كبغان)
إسماعيل محمودي (بالفارسية: اسماعیل‌محمودی) هي قرية تقع في إيران في قسم كبغان الريفي. يقدر عدد سكانها بـ 181 نسمة بحسب إحصاء 2016.